# Гробница Маймонида
Гробница Маймонида (ивр. קבר הרמב"ם‎) — захоронение, которое, согласно еврейской традиции, находится в Тверии, Израиль. Хотя Маймонид, сефардский еврей, умер 12 декабря 1204 года в Фустате (Египет), считается, что он был похоронен там лишь на короткое время, а потом был перезахоронен в Тверии. Так как Маймонид был признанным еврейским философом, его могила — одно из важнейших мест паломничества евреев в Израиле, а также одна из самых посещаемых туристических достопримечательностей Тверии. В этом месте также захоронены Иоханан бен Заккай, танна периода Второго Храма, и Исаия Горовиц, еврейский мистик XVI—XVII веков.

## Легендарное захоронение
О захоронении Маймонида ходит много легенд. Согласно еврейской традиции, его кости на неделю были помещены в небольшое святилище, в котором он учился и исцелял странников. В то время как некоторые полагают, что его останки никогда не покидали Египет, другие считают, что постоянным местом его захоронения стал западный берег Галилейского моря, где сейчас находится Тверия. Одна из легенд гласит, что группа бедуинов, которые собирались напасть на шедший по пустыне похоронный кортеж, «склонили головы от стыда», осознав, что это похороны человека, который участвовал в их жизни и жизни их семей, и вместо нападения стали охранять процессию, идущую в Израиль.
Другая легенда была рассказана Иосифом бен Исааком Самбари, еврейско-египетским летописцем XVII века, жившим, вероятно, между 1640 и 1703 годами. В одной из своих книг Самбари упомянул устный анекдот о людях, которые несли тело Маймонида к Галилейскому морю для постоянного захоронения, по ошибке оставив один палец его ноги в синагоге Маймонида, которая в то время называлась синагогой западных (тунисских) евреев. Позже одному из людей, которые несли тело, приснился сон, в котором египетский мудрец напомнил о забытой части тела. Палец был найден и похоронен рядом с прочими останками.

## Место захоронения

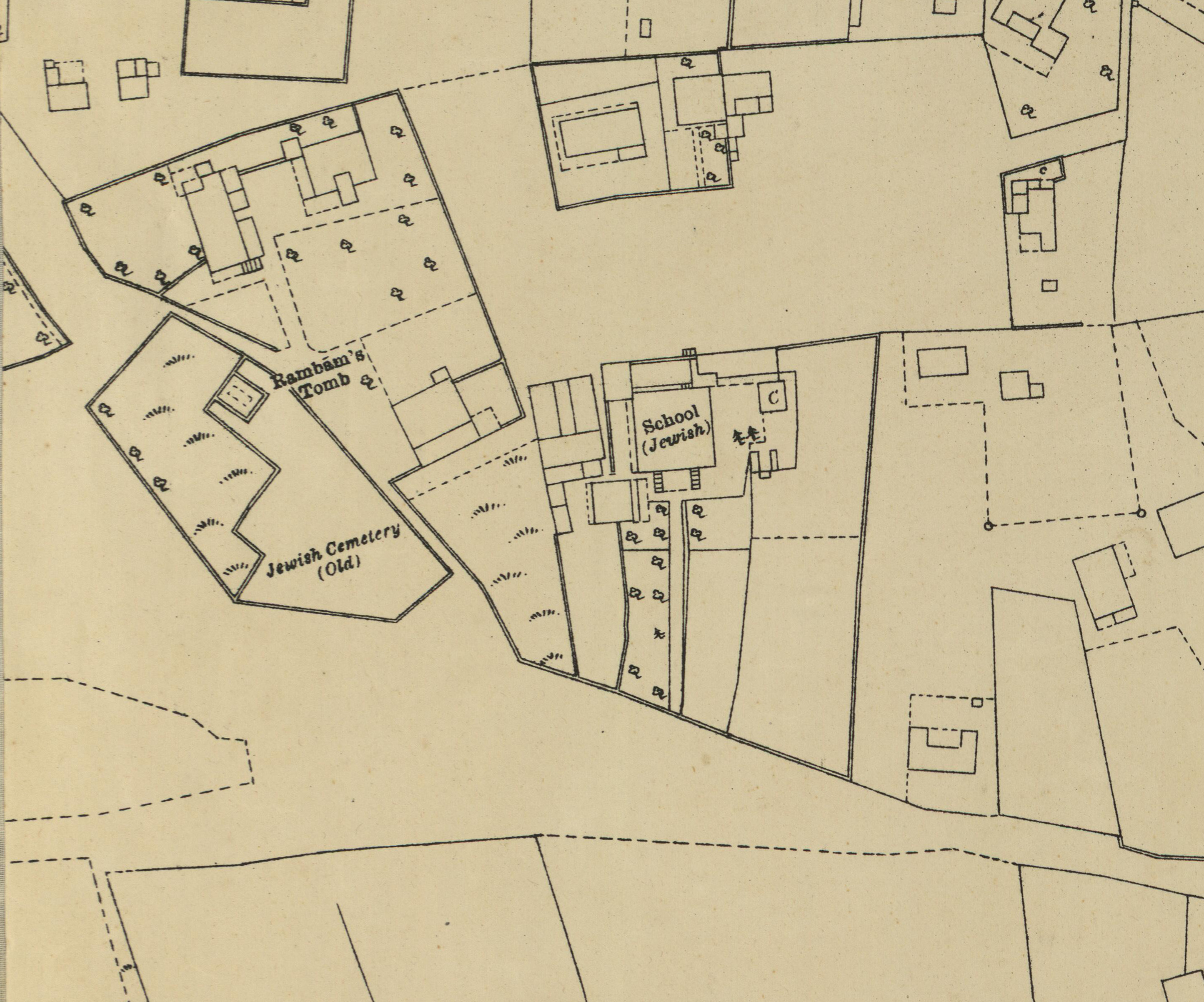
«Гробница Рамбама», 1930-е годы. Карта Тверии, Обзор Палестины

Самым ранним источником, утверждающим, что Маймонид похоронен в Тверии, является аль-Кифти, и эта точка зрения подтверждается большим количеством хроник XIII—XV веков. Самым ранним источником, высказавшим сомнения, был Самуил Шуллам, который написал: «Он был похоронен в Тверии, или, как говорят некоторые, он был похоронен с патриархами в Хевроне». Большинство современных ученых сходятся во мнении, что Маймонид был похоронен в Тверии, хотя Арманд Каминка утверждал, что тело философа никогда не покидало Египет.
В первой четверти XX века раввин Яаков Моше Толедано от имени специального комитета приобрел землю вокруг гробницы, чтобы защитить территорию от строительства зданий.

### Израильские раскопки
В конце 1955 года министр по делам религий Израиля начал раскопки на месте захоронения, и вскоре вокруг гробницы Маймонида было обнаружено множество дополнительных захоронений. Несмотря на обнаружение захоронений, Департамент национальных дорог Израиля продолжил работы на месте (гробы и кости вывозились с территории).

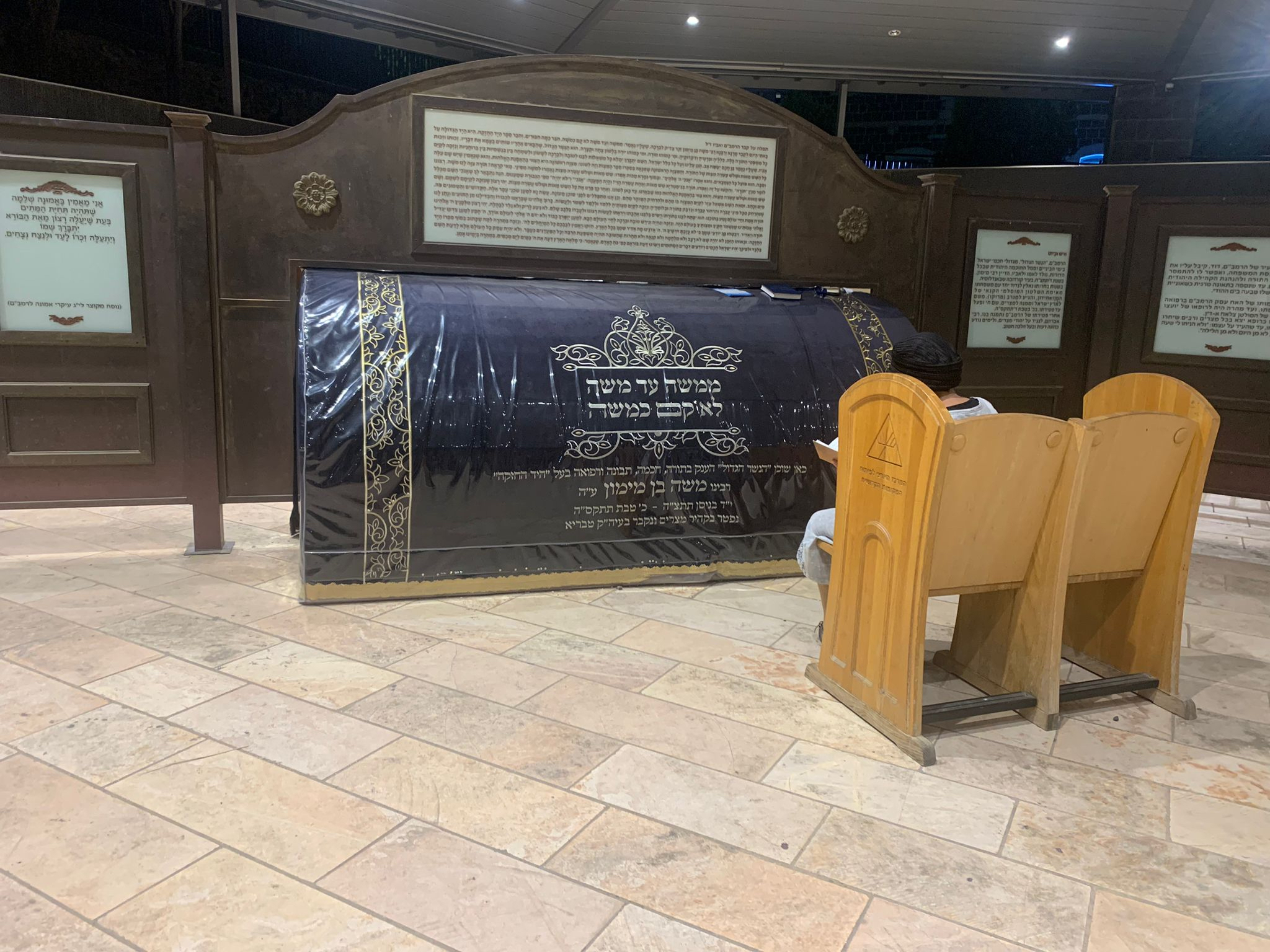
Гробница Маймонида (июнь 2023 г.)

Действия правительства, расцененные как осквернение могил, вызвали протесты со стороны религиозных еврейских общин города и страны. Волонтёры «Нетурей карто» организованно дежурили на могилах, чтобы не допустить приближения к ним государственных служащих и археологов и ненадлежащего обращения с останками. Добровольцы из Бней-Брака присоединились к тем, кто защищал могилы, и провели демонстрации на улицах Тверии, чтобы привлечь внимание общественности к действиям правительства.
Когда один из правительственных тракторов, работавших на месте захоронения, врезался в расположенную неподалеку могилу Исаии Горовица, волонтёры заставили водителя трактора покинуть территорию. После этого правительство было вынуждено приостановить работы. Представители Министерства по делам религий Израиля и Главного раввината пообещали, что на этом месте не будут проводиться никакие раскопки.